# 曹宏威
曹宏威，BBS（1941年2月28日—），香港生物化學學者，前港區全國人大代表（第九屆至第十一屆）。
他是香港建制派政黨民主建港協進聯盟的成員。早年經常在電視上揭穿一些神棍的靈幻把戲，而廣為市民熟悉。回歸前接受委任成為港事顧問。

## 學術
曹宏威生於香港，早年就讀九龍砵蘭街耀中小學暨幼稚園，後就讀於九龍華仁書院，1960年畢業於新法書院中五年級（於同年英文中學會考中考獲中文科「優」等，英文、中國歷史與文學、物理以及化學科「良」等成績），1964年首次畢業於香港中文大學崇基學院化學系（理科文憑），1965年第二次修畢有關文憑課程。入讀大學期間參加過公開科學展覽會，且獲得大專組個人獎項。他後來於美國威斯康星大学取得博士學位，曾任香港中文大學生物化學系高級講師。

## 少年曹宏威
曹宏威年少時已充滿好奇心，喜歡研究各種事物。當時交功課要寫毛筆字，他去大南街買了一支古老款式的鋼筆，筆嘴是用14K金做的，他就用硝酸加硫酸將金筆嘴溶掉，那麼他的毛筆字功課就有點點金粉了。
此外，有一次曹宏威與同學遠足，他帶自製的豬鬃毛毛筆，筆管內加了紅藥水、藍藥水，行山時有小孩子跌倒，也可以隨手拈來用。，

## 從學術界步入政壇
曹宏威的太太曹王敏賢一直都和香港的中央政府人士關係密切，是民建聯的核心成員，更出任副秘書長，但曹宏威都一直只在學術界上發展。及至曹王敏賢成為臨時立法會的成員後，曹宏威開始在一些議員的家庭活動，如「乒乓球同樂日」裡出現。
曹宏威本是港進聯的成員，但自從港進聯與民建聯合併後，曹宏威便加入了民建聯。
2004年香港立法會選舉，由於親中人士估計選情嚴峻，港進聯原來已部署好的候選人都紛紛被勸說退選以免分薄親北京陣營龍頭民建聯的票源（詳情請參見香港協進聯盟條目）。曹宏威不理形勢不利與各界看淡，代替朱幼麟出選新界東。在競選期間，曹宏威在選舉節目做出多種誇張的宣傳舉動，其口號為「智識救港」（以「智慧」及「知識」救港），最後他在選舉僅得14,174票而落敗。
此外，有指就是因為曹宏威參戰新界東的立法會選舉，分薄了政治上較傾向民主的黃宏發前議員的選票，導致民建聯的李國英能在比例代表制中成功壓過黃宏發，爭取到最後一席。然而港進聯政見和民建聯相近，所以亦不能忽略他對民建聯造成的影響。

## 公職
- 香港科技普及協會會長
- 環保促進會（英语：Green Council）董事
- 京港學術交流中心董事
- 香港華人革新協會主席
- 全國人民代表大會代表（第九屆至第十一屆）
- 大亞灣核電安全諮詢委員會委員
- 前沙田區議會議員暨文化、體育及社區發展委員會副主席
- 香港科學顧問小組名譽顧問

## 嘉賓訪問

### 無綫電視
- 2005年3月31日：香港直播反斗教授：曹宏威
- 2005年5月2日：百法百眾
- 2005年5月29日：百法百眾終極戰
- 2005年8月31日：都市閒情
- 2006年11月18日：新聞透視之「網言入罪」
- 2008年6月25日：都市閒情

## 外部連結
- 曹宏威個人網頁（页面存档备份，存于）／新浪微博（页面存档备份，存于）